# Río Murta
Río Murta är ett vattendrag i Chile.   Det ligger i regionen Región de Aisén, i den södra delen av landet, 1 500 km söder om huvudstaden Santiago de Chile.
I omgivningen kring Río Murta växer i huvudsak blandskog. Området är nästan obefolkat, med mindre än två invånare per kvadratkilometer.